# Interferència (comunicació)
|  | Per a altres significats, vegeu «interferència lingüística». |

| Mostra dels efectes d'una interferència en un telèfon mòbil |
|                                                             |
|                                                             |
|                                                             |

En telecomunicacions, una interferència és qualsevol procés que altera, modifica o destrueix un senyal durant el seu trajecte pel canal existent entre l'emissor i el receptor. Alguns exemples són:
- Interferència electromagnètica (IEM)
- Interferència cocanal (ICC), també coneguda com a diafonia
- Interferència de canal adjacent (ICA)
- Interferència entre símbols (IES)
- Interferència de mode comú (CMI)

Normalment es distingeix la interferència del soroll.